# Hoda Khamosh
Hoda Khamosh   (Kabul i Iran, 1996) és una periodista i una poeta afganesa, però també defensora dels drets de les dones.

## Biografia
Hoda Khamosh va néixer l'any 1996 a l'Iran, on els seus pares s'havien refugiat després de la primera arribada dels talibans al poder. Quan encara era nena, la seva família va tornar a l'Afganistan, a la seva província d'origen, el Pawan, al nord de Kabul. Va completar estudies en periodisme.
A continuació, l'any 2015, va treballar com a presentadora en diverses cadenes de ràdio locals, i pel diari Mandegar com a periodista a Kabul. També escriu poesia. Des de la tornada al poder dels talibans a l'agost de 2021, es va queda al país i va organitzar sessions d'educació per a les noies que ja no són acceptades a les escoles,. A finals de 2021, va figurar a la llista de la BBC de les 100 personalitats femenines de l'any a nivell mundial (100 Women). L'any 2022, va ser convidada a la conferència d'Oslo del 23 de gener. Va recordar a la tribuna la desaparició, des del 19 de gener, de dues militants feministes: Tamana Zaryab Paryani i Parwana Ibrahimkhel.